# ادیث وستون
ادیث وستون (به انگلیسی: Edith Weston) یک روستا و محله مدنی در بریتانیا است که در راتلند واقع شده‌است. ادیث وستون ۱٬۰۴۲ نفر جمعیت دارد.